# روزنهاين (نيوجيرسي)
روزنهاين (بالإنجليزية: Rosenhayn CDP, New Jersey)‏ هي منطقة سكنية تقع بولاية نيوجيرسي في الولايات المتحدة. تبلغ مساحتها 6.874 كم2، وترتفع عن سطح البحر 33 م، بلغ عدد سكانها 1,098 نسمة في عام 2010 حسب إحصاء مكتب تعداد الولايات المتحدة وتصل الكثافة السكانية فيها 159.7 نسمة لكل كيلومتر مربع (413.6/ميل2).

## التركيبة السكانية
حدّد مكتب تعداد الولايات المتحدة بيانات التركيبة السكانية لروزنهاين في تعداد الولايات المتحدة. في ما يلي، التركيبة السكانية حسب تعدادي 2000 و2010.

### تعداد عام 2000
بلغ عدد سكان روزنهاين 1,099 نسمة بحسب تعداد عام 2000، وبلغ عدد الأسر 373 أسرة وعدد العائلات 287 عائلة مقيمة في المنطقة السكنية. في حين سجلت الكثافة السكانية 159.9 نسمة لكل كيلومتر مربع (414.1/ميل2). وبلغ عدد الوحدات السكنية 393 وحدة بمتوسط كثافة قدره 57.2 لكل كيلومتر مربع (148.1/ميل2).
وتوزع التركيب العرقي للمنطقة السكنية بنسبة 70.43% من البيض و19.29% من الأمريكيين الأفارقة و0.64% من الأمريكيين الأصليين و0.18% من الأمريكيين ذوي الأصول الآسيوية و6.28% من الأعراق الأخرى و3.18% من عرقين مختلطين أو أكثر و9.92% من الهسبانيون أو اللاتينيون من أي عرق.
بلغ عدد الأسر 373 أسرة كانت نسبة 43.2% منها لديها أطفال تحت سن الثامنة عشر تعيش معهم، وبلغت نسبة الأزواج القاطنين مع بعضهم البعض 52.5% من أصل المجموع الكلي للأسر، ونسبة 17.4% من الأسر كان لديها معيلات من الإناث دون وجود شريك، بينما كانت نسبة 7% من الأسر لديها معيلون من الذكور دون وجود شريكة وكانت نسبة 23.1% من غير العائلات. تألفت نسبة 17.7% من أصل جميع الأسر من عدة أفراد يعيشون في نفس المنزل ونسبة 7.8% كانت تتألف من شخص يعيش بمفرده يبلغ من العمر 65 عاماً أو أكثر. وبلغ متوسط حجم الأسرة المعيشية 2.93، أما متوسط حجم العائلات فبلغ 3.29.
بلغ العمر الوسطي للسكان 35.8 عاماً. وكانت نسبة 29.9% من القاطنين تحت سن الثامنة عشر، وكانت نسبة 7.6% بين الثامنة عشر والرابعة والعشرين عاماً، ونسبة 27.6% كانت واقعةً في الفئة العمرية ما بين الخامسة والعشرين والرابعة والأربعين عاماً، ونسبة 21.3% كانت ما بين الخامسة والأربعين والرابعة والستين، ونسبة 13% كانت ضمن فئة الخامسة والستين عاماً فما فوق. يوجد لكل 100 أنثى 94.5 ذكر، ويوجد لكل 100 أنثى في الثامنة عشر من عمرها فما فوق 93.9 ذكر.
بلغ متوسط دخل الأسرة في المنطقة السكنية 38,702 دولارًا، أما متوسط دخل العائلة فبلغ 38,155 دولارًا. وكان متوسط دخل الذكور 33,092 دولارًا مقابل 22,216 دولارًا للإناث. وسجل دخل الفرد الخاص بالمنطقة السكنية 14,801 دولارًا. وكانت نسبة 12.2% من العائلات ونسبة 15.7% من السكان تحت خط الفقر، وكان من هؤلاء نسبة 12.1% تحت سن الثامنة عشر ونسبة 25.2% في الخامسة والستين من العمر وما فوق.

### تعداد عام 2010
بلغ عدد سكان روزنهاين 1,098 نسمة بحسب تعداد عام 2010، وبلغ عدد الأسر 382 أسرة وعدد العائلات 274 عائلة مقيمة في المنطقة السكنية. في حين سجلت الكثافة السكانية 159.7 نسمة لكل كيلومتر مربع (413.6/ميل2). وبلغ عدد الوحدات السكنية 404 وحدة بمتوسط كثافة قدره 58.8 لكل كيلومتر مربع (152.3/ميل2).
وتوزع التركيب العرقي للمنطقة السكنية بنسبة 64.21% من البيض و18.03% من الأمريكيين الأفارقة و1.28% من الأمريكيين الأصليين و1.46% من الأمريكيين ذوي الأصول الآسيوية و9.29% من الأعراق الأخرى و5.74% من عرقين مختلطين أو أكثر و17.58% من الهسبانيون أو اللاتينيون من أي عرق.
بلغ عدد الأسر 382 أسرة كانت نسبة 39.8% منها لديها أطفال تحت سن الثامنة عشر تعيش معهم، وبلغت نسبة الأزواج القاطنين مع بعضهم البعض 51% من أصل المجموع الكلي للأسر، ونسبة 16.2% من الأسر كان لديها معيلات من الإناث دون وجود شريك، بينما كانت نسبة 4.5% من الأسر لديها معيلون من الذكور دون وجود شريكة وكانت نسبة 28.3% من غير العائلات. تألفت نسبة 23% من أصل جميع الأسر من عدة أفراد يعيشون في نفس المنزل ونسبة 10.5% كانت تتألف من شخص يعيش بمفرده يبلغ من العمر 65 عاماً أو أكثر. وبلغ متوسط حجم الأسرة المعيشية 2.86، أما متوسط حجم العائلات فبلغ 3.36.
بلغ العمر الوسطي للسكان 37.1 عاماً. وكانت نسبة 26.5% من القاطنين تحت سن الثامنة عشر، وكانت نسبة 9.6% بين الثامنة عشر والرابعة والعشرين عاماً، ونسبة 24.8% كانت واقعةً في الفئة العمرية ما بين الخامسة والعشرين والرابعة والأربعين عاماً، ونسبة 27% كانت ما بين الخامسة والأربعين والرابعة والستين، ونسبة 12.2% كانت ضمن فئة الخامسة والستين عاماً فما فوق. وتوزع التركيب الجنسي للسكان بنسبة 49.5% ذكور و50.5% إناث.